# Седеркрёйц, Герман
Герман Седеркрёйц (швед. Herman Cedercreutz; в русской традиции часто Цедеркрейц; 13 февраля 1684, Стокгольм — 24 ноября 1754, Стокгольм) — шведский дипломат, член риксрода.

## Биография
Родился 13 февраля 1684 года в семье горнопромышленника Рейнхольда Терсмедена и его жены Кристины Бёрстелии, которая позднее вторично вышла замуж за ландсхёвдинга Вестманланда Юнаса Фолькерна. Последний в 1719 году получил титул барона и принял новую фамилию — Седеркрёйц, которую впоследствии носили и его приёмные сыновья.
Седеркрёйц некоторое время служил при шведском посольстве в Берлине, а в 1707 году был послан к Карлу XII в Альтранштедт, который пристроил его камер-юнкером к князю Александру Собескому. В 1709 году Станислав Лещинский отправил его в качестве курьера в шведскому королю в Бендеры, где он поступил на службу в походную канцелярию. Несколько раз он ездил с поручениями в Константинополь и Адрианополь.
В 1715 году вернулся в Швецию и в 1719 был назначен военным советником. В следующем году он сделался советником Канцелярии. В 1722—1727 годах Седеркрёйц исполнял обязанности шведского посланника в Петербурге.
В 1727 году его назначили статс-секретарём Внешнеполитической экспедиции, а в 1736 — президентом Камер-Ревизии. В 1742 году он вошёл в состав риксрода. В 1743 году вместе с Э. М. фон Нолькеном участвовал в мирных переговорах в Або.
В 1744—1745 годах он вновь занимал пост посланника Швеции при петербургском дворе и заключил в 1745 году союзный договор с Россией. В 1751 году ему был пожалован графский титул.
Умер 24 ноября 1754 года.